# Albert Gustav Schwarz

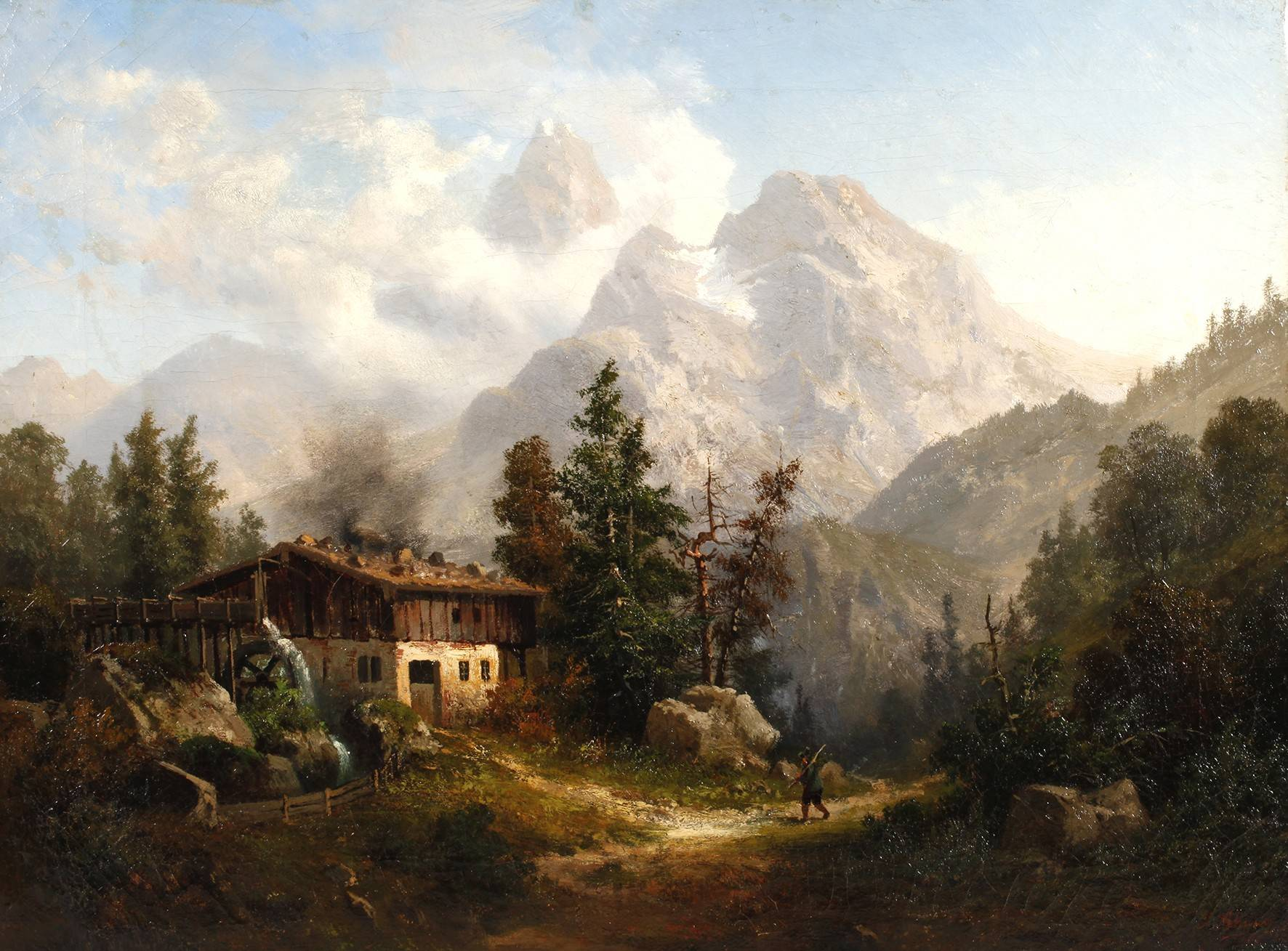
Mühle im Gebirge

Albert Gustav Schwarz (* 6. Juli 1833 in Berlin; † nach 1898 in Buenos Aires) war ein deutscher Landschafts- und Genremaler.
Albert Gustav Schwarz wurde zunächst zum Schlosser ausgebildet. Danach studierte er ab 1854 an der Preußischen Akademie der Künste in Berlin bei Max Schmidt. Er unternahm eine anderthalbjährige Studienreise nach Italien, wo er Rom, Neapel, Sorrent und Capri besuchte. Danach war er von 1873 bis 1878 Privatschüler von Anton von Werner in Berlin.
Schwarz nahm von 1854 bis 1878 an der Berliner Akademieausstellung teil. 1878 wanderte er mit seiner Frau Agnes Müller und seinen drei Kindern nach Manchester aus. Schließlich kam er nach Südamerika und lebte zunächst etwa 20 Jahre lang auf der brasilianischen Insel Santa Catarina. Später war er in Montevideo (Uruguay) und danach in Buenos Aires (Argentinien) ansässig. Nach südamerikanischen Quellen ist Schwarz erst 1909 gestorben.